# Supercoppa italiana 2018
Supercoppa italiana 2018 byl zápas Supercoppa italiana, tedy italského fotbalového Superpoháru. Střetly se v něm týmy Juventus FC jakožto vítěz Serie A ze sezóny 2017/18, a celek AC Milán, který se ve stejné sezóně stal finalistou italského fotbalového poháru Coppa Italia 2017/2018 (ve finále podlehl 0:4 právě Juventusu).
Zápas se odehrál 16. ledna 2018 v Saúdskoarabském městě Džidda stadionu King Abdullah Sports City. Zápas vyhrál klub z Turína Juventus FC, když rozhodl jedinou brankou Cristiano Ronaldo . Získali tak pohár poosmé v historii.

## Detaily zápasu
| 16. 1. 2018 20:30 UTC+03:00 |        |          |                                                                                       |
| Juventus FC                 | 1 : 0  | AC Milán | King Abdullah Sports City, Džidda, Saúdská Arábie diváci: 61 235 rozhodčí: Luca Banti |
| Ronaldo 61'                 | Report |          | King Abdullah Sports City, Džidda, Saúdská Arábie diváci: 61 235 rozhodčí: Luca Banti |

| Juventus FC | AC Milán |

| GK                   | 1  | Wojciech Szczęsny     |       |     |
| RB                   | 20 | João Cancelo          |       |     |
| CB                   | 19 | Leonardo Bonucci      |       |     |
| CB                   | 3  | Giorgio Chiellini     |       |     |
| LB                   | 12 | Alex Sandro           | 26'   |     |
| CM                   | 30 | Rodrigo Bentancur     |       | 86' |
| CM                   | 5  | Miralem Pjanić        | 44'   | 64' |
| CM                   | 14 | Blaise Matuidi        |       |     |
| CF                   | 10 | Paulo Dybala          | 90+4' |     |
| CF                   | 11 | Douglas Costa         |       | 89' |
| CF                   | 7  | Cristiano Ronaldo     |       |     |
| Náhradníci:          |    |                       |       |     |
| GK                   | 21 | Carlo Pinsoglio       |       |     |
| GK                   | 22 | Mattia Perin          |       |     |
| GK                   | 32 | Mattia Del Favero     |       |     |
| DF                   | 2  | Mattia De Sciglio     |       |     |
| DF                   | 24 | Daniele Rugani        |       |     |
| DF                   | 37 | Leonardo Spinazzola   |       |     |
| MF                   | 6  | Sami Khedira          |       | 89' |
| MF                   | 23 | Emre Can              |       | 64' |
| FW                   | 18 | Moise Kean            |       |     |
| FW                   | 33 | Federico Bernardeschi |       | 86' |
| Trenér:              |    |                       |       |     |
| Massimiliano Allegri |    |                       |       |     |

| GK              | 99 | Gianluigi Donnarumma |       |     |
| RB              | 2  | Davide Calabria      | 82'   |     |
| CB              | 17 | Cristián Zapata      |       |     |
| CB              | 13 | Alessio Romagnoli    | 74'   |     |
| LB              | 68 | Ricardo Rodríguez    | 87'   |     |
| CM              | 79 | Franck Kessié        | 74'   |     |
| CM              | 14 | Tiémoué Bakayoko     |       |     |
| CM              | 39 | Lucas Paquetá        |       | 71' |
| CF              | 7  | Samu Castillejo      | 45+2' | 71' |
| CF              | 63 | Patrick Cutrone      |       | 79' |
| CF              | 10 | Hakan Çalhanoğlu     | 21'   |     |
| Náhradníci:     |    |                      |       |     |
| GK              | 25 | Pepe Reina           |       |     |
| GK              | 90 | Antonio Donnarumma   |       |     |
| DF              | 12 | Andrea Conti         |       | 79' |
| DF              | 20 | Ignazio Abate        |       |     |
| DF              | 22 | Mateo Musacchio      |       |     |
| DF              | 23 | Ivan Strinić         |       |     |
| DF              | 93 | Diego Laxalt         |       |     |
| MF              | 4  | Jose Mauri           |       |     |
| MF              | 16 | Andrea Bertolacci    |       |     |
| MF              | 18 | Riccardo Montolivo   |       |     |
| FW              | 9  | Gonzalo Higuaín      |       | 71' |
| FW              | 11 | Fabio Borini         |       | 71' |
| Trenér:         |    |                      |       |     |
| Gennaro Gattuso |    |                      |       |     |